# Alkullen
Alkullen (finska och meänkieli: Alkkula) är en ort i Hietaniemi och Övertorneå socknar i Övertorneå kommun, Norrbottens län. Orten ligger på Torneälvens västra strand, precis öster om Riksväg 99, som ansluter till orten genom en sidoväg. På andra sidan älven ligger den finska orten Övertorneå (finska: Ylitornio), som historiskt också kallats Alkkula då den låg på Alkkula bys ägor. Byn delades upp i en svensk och en finsk del efter finska kriget 1808-1809. Alkkula by omfattade 38 hemman vid klyvningen, varav 2 låg kvar i Sverige medan 36 hemman blev en del av Finland. Av byns odlade jord återstod cirka 4 % i Sverige.
Alkullen hade historiskt en hållplats vid järnvägslinjen Karungi-Övertorneå. Hållplatsen öppnade den 15 december 1914 och lades ned den 20 augusti 1984. Hållplatsen låg i den del av orten som tillhörde Övertorneå socken.
Gatuadresserna i orten har namnet Alkullen medan fastigheterna har namnen Alkkula (för fastigheterna i Hietaniemi socken) och Ruskola (för fastigheterna i Övertorneå socken).

## Etymologi
Namnet Alkullen är en försvenskning av det ursprungliga finska namnet Alkkula och skapades när byn fick sin hållplats vid järnvägen 1914. Namnformen Alkkula (1543 skrivet Alkula, 1580 som Alekula) är bebyggelsenamnbildning med efterledet '-la' som anger platsen för någons boplats. Alkku antas vara ett personnamn härstammat från det nordiska namnet Algot.